# 科洛纳 (伊利诺伊州)
科洛纳（Colona）位于美国伊利诺伊州西北部，是亨利县的县治所在。